# Metahumor
Metahumor (av meta-) är humor om humor, eller humor som bygger på att personer eller saker i en berättelse går utanför mediets ramar.
En typ av metahumor är när en figur bryter den fjärde väggen, till exempel genom att i en seriestripp använda serierutans kanter som fysiska föremål. I en film kan figurer stoppa filmrullen, krocka med kameran eller gå av scenen och interagera med inspelningspersonalen. Den svenska komediserien Grotesco avhandlade ämnet i avsnittet "Metahumor" från säsong 2. Där dras metahumorn till sin spets, bland annat genom att tv-regissörer bryter inspelningen av programmet gång på gång.
Metahumor kan också bygga på att publiken vet hur ett skämt ska vara uppbyggt, varpå berättaren bryter mot regeln. Ett exempel är att ett alla barnen-skämt ska börja med att alla barnen gör något, utom en person som gör något som rimmar på den personens namn och är så hemskt eller absurt som möjligt: Alla barnen åt hamburgare, utom Jonny för det var hans ponny. Genom att bryta mot den förväntade strukturen vänds skämtet till ett skämt om skämt: Alla barnen åt hamburgare, utom Jonny för han var redan mätt.